# Massa di Somma
Massa di Somma község (comune) Olaszország Campania régiójában, Nápoly megyében.

## Fekvése
Nápolytól 10 km-re keletre fekszik. Határai: Cercola, Ercolano, Pollena Trocchia és San Sebastiano al Vesuvio.

## Története
A település már a rómaiak idején létezett, első említése i. e. 73-71-ből Spartacus rabszolgalázadásának idejéből származik.
1944-ben a Vezúv kitörése teljesen elpusztította, majd a későbbiekben tervszerűen újjáépítettek. Ma Nápoly vonzáskörzetébe tartozik.

## Népessége
A népesség számának alakulása:

## Főbb látnivalói
- Madonna del’Assunta-templom